# 鲁道夫·哈比希
鲁道夫·哈比希（德語：Rudolf Harbig，1913年11月8日—1944年3月5日），德国男子田径运动员。他曾代表德国参加1936年夏季奥林匹克运动会田径比赛，获得男子4×400米接力铜牌。